# Yuji Hironaga
Yuji Hironaga (廣長 優志, Hironaga Yuji) é um ex-futebolista japonês.

## Carreira
Yuji Hironaga representou a Seleção Japonesa de Futebol nas Olimpíadas de 1996.